# Jakob van Doordt
Jakob van Doordt (* im 16. Jahrhundert unsicher: in Hamburg; † 1. November 1629 in Stockholm) war ein Porträtmaler und Wachsbossierer des frühen 17. Jahrhunderts.

## Leben
Über Herkunft und Familienverhältnisse Jakob van Doordts ist so gut wie nichts überliefert. Es wird vermutet, er sei Sohn des Hamburger Kupferstechers Peter van Doordt und Bruder des Malers Abraham van Doordt. Er unterhielt sein Atelier in Hamburg; dies ist belegt durch Einträge im Buch der Rentenkammer von Schloss Gottorf, in dem er als

„Conterfeier zu Hamburg, kunstreich und wohlgeachtet“

bezeichnet wird. Seine Rechnungen quittierte er in Gottorf 1626 und 1628 als

„Jacob van der Doordt“

Durch seine Werke, vornehmlich Porträts von Angehörigen des mit Dänemark verbundenen Hochadels seiner Zeit, ist er für die Zeit von 1606 bis 1629 belegt. Die Porträts folgen dem Kompositionsschema des Niederländers Anthonis Mor. Jakob van Doordt schuf Ölporträts auf Leinwand und zahlreiche Miniaturen als Hofmaler für den Königlich Dänischen Hof und die diesem verwandtschaftlich verbundenen Höfe, so dass sich der Großteil seiner erhaltenen Werke heute in den Königlichen Sammlungen in Dänemark befindet. Ein Teil seiner Gemälde ging 1859 beim Brand von Schloss Frederiksborg verloren, ein Teil dieser verlorenen Bildwerke ist aber durch Kopien in anderen Gemälden Dritter dokumentiert. Weitere Werke befinden sich im Schwedischen Nationalmuseum in Stockholm. Durch eine Empfehlung seines großen Förderers, König Christian IV., reiste er 1624–25 auch nach London an den Hof von St James und malte König Jakob I. von England.
Neben den Porträts weist Leo Swane (1913) auf das Gemälde von zwei Papageien im Mauritshuis in Den Haag hin, das ihm zugeschrieben wurde.

## Porträtgemälde

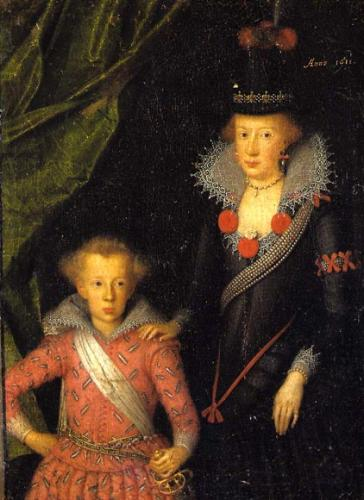
Königin Anna Katharina von Dänemark mit Kronprinz Christian (1611)

- Herzogin Elisabeth von Braunschweig-Wolfenbüttel (1609; Sammlung Schloss Frederiksborg)
- Kurfürstin Hedwig von Sachsen
- König Christian IV. von Dänemark (1610; Sammlung Schloss Rosenborg)
- Königin Anna Katharina von Dänemark mit Kronprinz Christian (1611; Sammlung Schloss Rosenborg)
- Doppelporträt König Friedrich II. von Dänemark mit Königin Sophie (1611; Sammlung Malmöhus)
- Doppelporträt König Christian IV. und Königin Anna Katharina von Dänemark (1611; Sammlung Schloss Gripsholm)
- Halbporträt König Christian IV. (1611; Sammlung Schloss Rosenborg)
- Brustporträt König Christian IV. (Sammlung Malmöhus)
- Prinz Ulrich von Dänemark als Kind mit seinem Mops (1615; Sammlung Schloss Rosenborg)
- Sophie Krabbe (ca. 1617; Sammlung Schloss Frederiksborg)
- Christian Eriksen (ca. 1617; Sammlung Schloss Frederiksborg)
- Herzog Friedrich III. von Schleswig-Holstein-Gottorf (Staatliche Kunstsammlungen Dresden)
- Herzog Friedrich Ulrich von Braunschweig-Wolfenbüttel
- Kirsten Munk (1623; Sammlung Schloss Frederiksborg)
- Kirsten Munk (1623)
- König Jakob I. von England (ca. 1625; St James’s Palace)
- Königin Sophie von Dänemark (1626; Sammlung Schloss Frederiksborg)